# 弗朗茨·奥斯特
弗朗茨·奥斯特（德語：Franz Oster，1869年1月19日—1933年7月19日），德国机械工程师、工厂主、飞行员，早年为钳工，其近半生在中国青岛度过，曾在青岛开办机械厂、造船厂，1912年将飞机第一次引入青岛。

## 生平

### 早年
1869年1月19日，弗朗茨·奥斯特出生于德国巴特洪内夫附近的奥斯特庄园（Osterhof）。其父约翰·奥斯特（Johann Oster）为农场主，与妻子玛丽亚·安娜·莱文（Maria Anna Leven）育有17个孩子。弗朗茨·奥斯特从学校毕业后在一处机械制造学校做钳工学徒，此后作为技工在维也纳、法兰克福、慕尼黑、苏黎世、卢塞恩、罗马等地游历学习五年。之后加入德意志帝国海军，在沃尔特号战列舰上服役（时任舰长为海因里希亲王），1895年4月调至威廉王妃号防护巡洋舰并随舰在东亚服役（时任舰长为亨寧·馮·霍爾岑多夫）。
离开海军后，奥斯特于1896年在香港的威廉·施密特（William Schmidt）公司任职。有说法称，奥斯特在海军服役期间曾得到海因里希亲王赏识，1898年在香港，海因里希亲王建议奥斯特到德国新占领的殖民地青岛，称“那里需要你这样的人”，并交给他一封写给时任胶澳总督罗绅达的推荐信。后来奥斯特曾在上海瑞记洋行的棉纺厂任工长。在对青岛进行考察后，奥斯特决定在青岛创业。

### 在中国经商

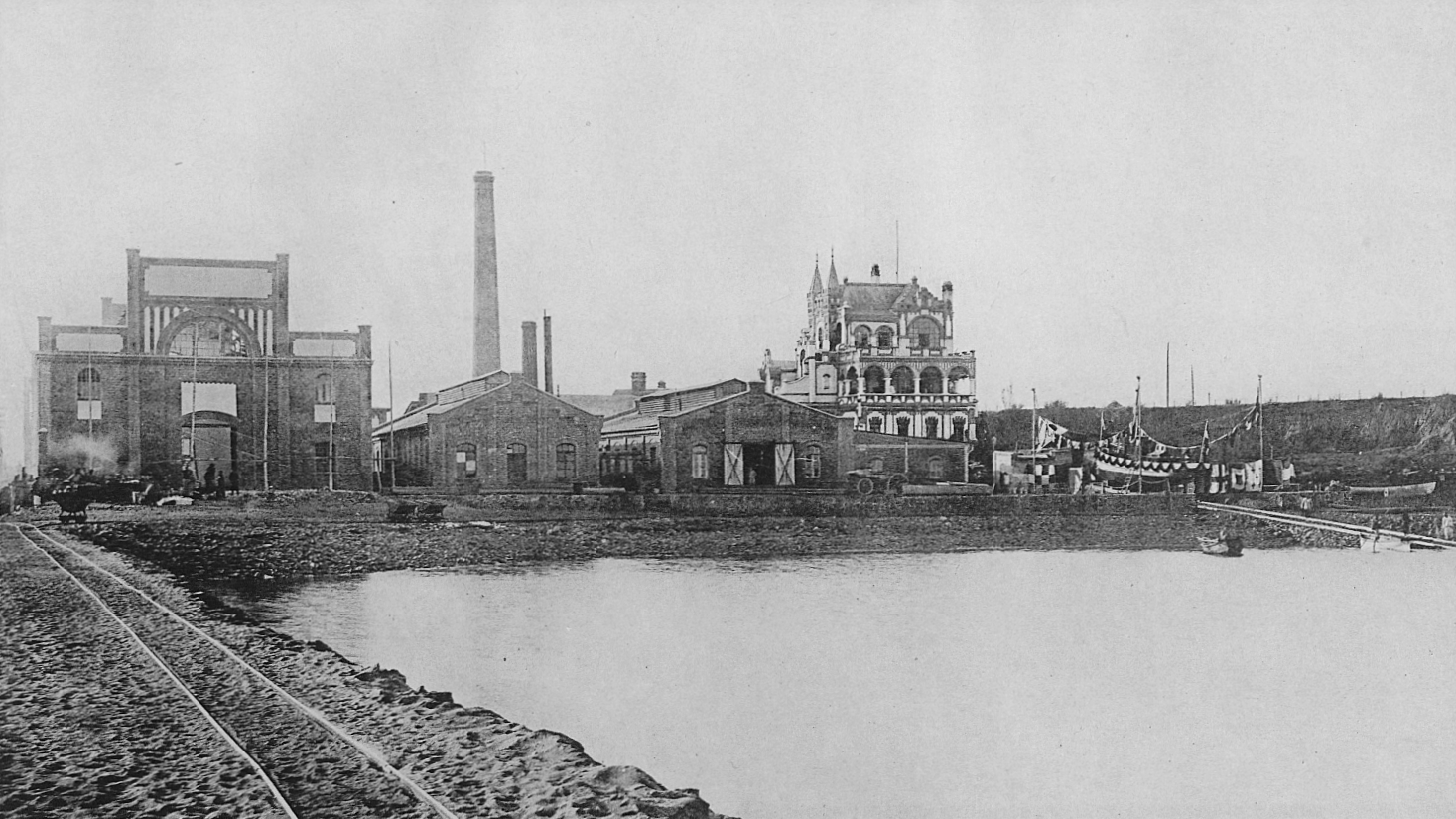
奥斯特在青岛的工厂和别墅，1902年，右侧彩旗、滑道处为准备下水的蒸汽艇

1899年3月11日，奥斯特到达青岛，经上海信义洋行（H. Mandl & Co.）介绍在商人威廉·布申多夫（Wilhelm Buschendorff）的地块搭建起一处简易锻造车间，但因建筑监管部门对其位置不满意，于4月迁至原清军骧武前营（“海滩营”）。同年7月，奥斯特在天主教圣言会的资助下（奥斯特是天主教徒）在栈桥后的原清军水雷营西侧建起新厂房，并在此组装了青岛的第一台蒸汽机。1900年6月17日，奥斯特与艾莉泽·贝格曼（Elise Bergmann）结婚，婚礼在海因里希亲王饭店举行，由传教士和士谦主持。
1901年夏，奥斯特在青岛后海邻近小港处购置地块并建设工厂和别墅（具体位置在今四川路广州路路口南侧），其工厂有厂房三座，可容纳蒸汽机、锅炉设备、刨床、车床、剪床、冲压机。同年8月，厂内增设一处设有5个熔炉的铸铁车间。建厂时该厂有260名中国职员，部分人在香港、上海即已跟随奥斯特工作。1902年2月，奥斯特的工厂开始建造一艘蒸汽艇，长16米，宽3米，2.8米，同年夏季下水。奥斯特的工厂同时承接修船业务，并计划建造一处小型船坞。1905年1月1日，该厂注册资本300000马克，有350余名中国工人及部分德国职员。后来由于官办青岛造船厂的竞争压力，奥斯特于1909年将其工厂设备卖给官办造船厂，其中包括机器、工具、价值98233马克的原料以及一份来自海参崴俄罗斯政府的价值265000马克的破冰船订单。而工厂、别墅所在地块仍属于奥斯特。1910年，奥斯特将其公司解散，于1911年只身回到德国。

### 飞行员
回到德国后，奥斯特在柏林约翰尼斯塔尔机场由工程师埃德蒙·伦普勒开办的飞行学校学习驾驶飞机，师从飞行员赫尔穆特·希尔特和布鲁诺·雅布隆斯基，1911年2月第一次参与飞行，5月5日第一次独自飞行，降落时损坏了螺旋桨和起落架。同年6月30日通过飞行考试，获得德国飞行员协会的飞行员资格证。之后，奥斯特以15000马克购买了一架伦普勒生产的鸽式单翼机，并将其拆解打包运回青岛，期间在科伦坡飞行表演时因事故受伤。1912年7月22日，奥斯特回到青岛，并在其工厂中将飞机组装起来，时任胶澳总督麦维德等军政界、商界要人曾视察其飞机并观看飞机发动机发动。9月1日至10日，其飞机在跑马场（今汇泉广场）连续十天进行表演。在此期间，海因里希亲王在青岛短暂逗留，他写给兄长威廉二世的信中曾提到奥斯特和青岛的第一架飞机。1912至1913年之间，奥斯特为飞机加装机身外壳，拆卸了多余的压舱物，并将原来的法国制60马力安托瓦内特发动机换成了从德国购置的70马力戴姆勒发动机。

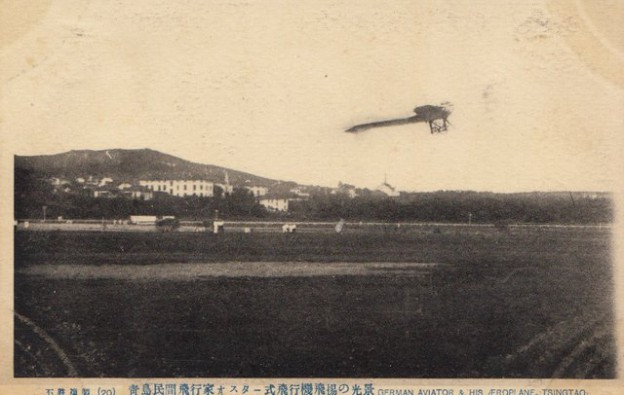
奥斯特从跑马场驾机起飞

1913年7月9日，奥斯特终于在青岛第一次正式驾机飞行，据《青岛新报》报导，奥斯特将近凌晨4点从跑马场上空起飞向海面飞行，先后达到离地490米、600米的高度，经伊尔蒂斯兵营转向东北，又转向观象台方向到达小港上空，向南飞越屠宰场、发电厂、高地营、德华大学，从火车站上空沿太平路方向飞行并到达总督官邸上空，而后再次飞越伊尔蒂斯兵营，并转向海面，在薛家岛上空转回，安全降落于跑马场。奥斯特于7月11日、13日再次飞行，降落时由于海风与飞机降落方向相近，飞机有轻微损伤。8月28日再次飞行，并以2230米的高度飞越崂山，飞行里程约130公里。
据曾在胶济铁路警察任职的德国人卡尔·尼姆茨（Carl Nimz）1953年回忆，1913年，奥斯特提出从青岛驾机沿胶济铁路飞往济南，期间在潍县的当地驻军校场降落短暂停留，最终在济南大槐树附近北洋军第五师的校场降落。奥斯特通过胶济铁路的德国警官联系中国地方政府，并曾与尼姆茨拜见潍县的驻军军官。当年10月24日（《青岛新报》记载早晨6点45分），奥斯特从青岛起飞。尼姆茨在接到坊子站目击奥斯特飞过的消息后立刻打电话通知山东都督府（《青岛新报》记载8点15分经过坊子），包括山东都督靳云鹏在内的济南全城官员及大量民众等待观看奥斯特降落。奥斯特最终在潍县附近迫降，因飞机受损无法继续飞往济南。尼姆茨回忆自己当时顿觉颜面尽失，之后还与奥斯特当面向潍县驻军军官及山东都督致歉。后来，尼姆茨陪同时任大总统袁世凯之子袁克文从济南到青岛，护送袁克文之妹在青岛结婚。袁克文、尼姆茨等人在青岛时，奥斯特向他们展示了他的飞机，并试图向袁克文推销飞机，奥斯特在冗长的介绍（由尼姆茨翻译）之后，突然驾机起飞，袁克文等受到惊吓匆忙逃离现场，从此尼姆茨再未见过奥斯特。
由于汇泉跑马场作为机场使用场地过小，奥斯特曾于1914年4月1日在《青岛新报》建议总督府在胶澳租借地内开辟新机场，位置在李村河下游、李村河水厂对面，李村与沧口之间一带。但由于数月之后爆发青岛战役，奥斯特建议的新机场位置远离德军堡垒防线之外，不得不继续使用跑马场作为机场。后来1933年建成的沧口机场位置大致与奥斯特的建议相同。此外，奥斯特还曾设计一款不同于鸽式单翼机的飞机，但因一战爆发并未着手制造。

### 青岛战役及晚年
1914年6月，两名德军飞行员，贡特·普吕绍和弗里德里希·穆勒科夫斯基（Friedrich Müllerkowski）乘火车到达青岛，他们的两架安装100马力梅赛德斯发动机的伦普勒鸽式飞机于7月海运至青岛。普吕绍对于汇泉跑马场作为机场的环境同样不满意，认为其三面环山场地太小，100马力发动机也难以对付夏天潮湿的空气和强劲的海风。7月末，普吕绍在青岛首次飞行成功，但穆勒科夫斯基8月2日在跑马场起飞时，飞机坠入附近的礁石完全损毁，穆勒科夫斯基重伤住院，普吕绍的飞机也在后来的一次降落中严重受损。

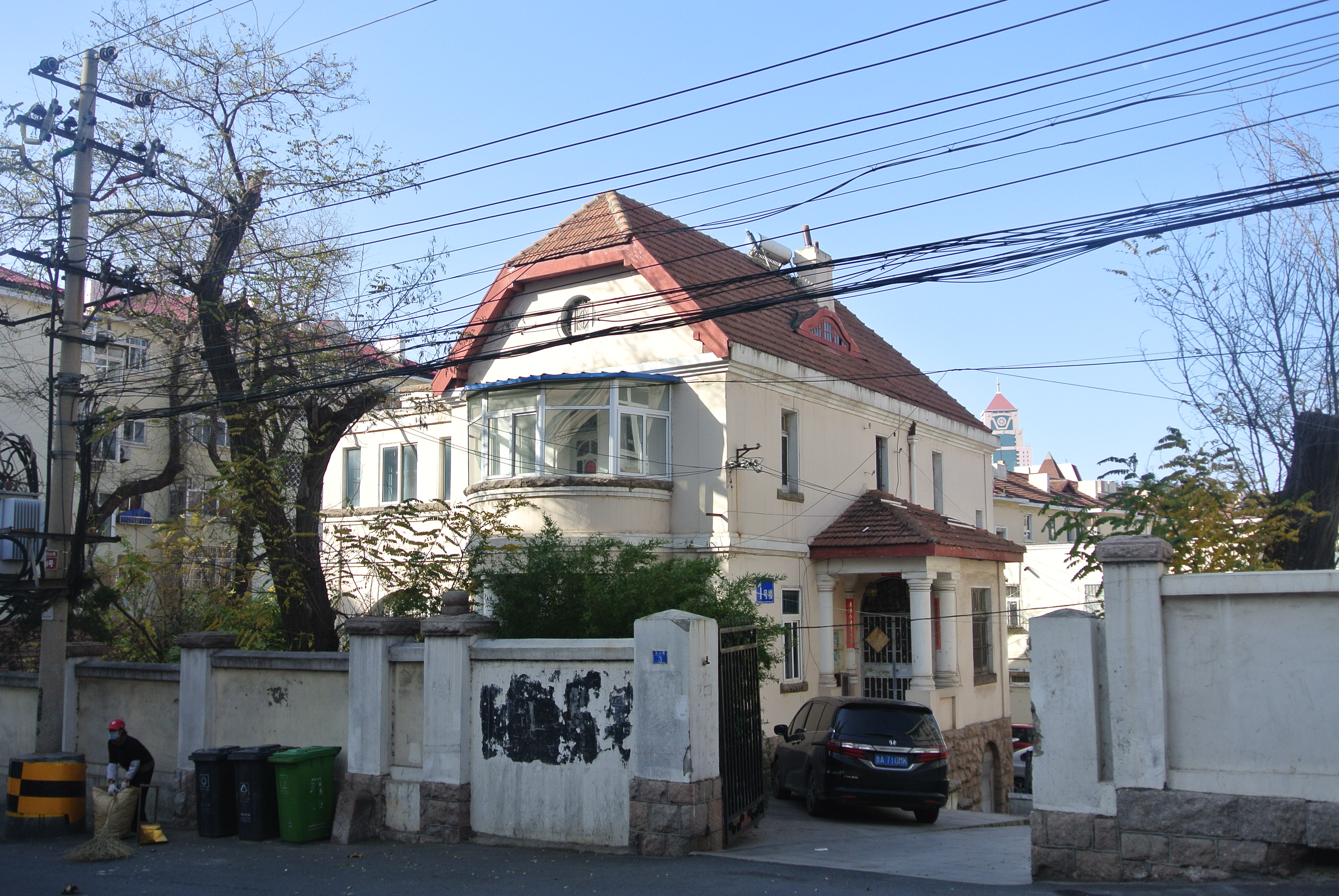
龙山路3号，奥斯特1927年在此建房居住直至逝世

普吕绍后来在其畅销欧洲的著作中对民间飞行员奥斯特只字未提，但在青岛战役日记中提到了奥斯特的几次飞行。8月15日，日本对德国下最后通牒之后，青岛仅有奥斯特的飞机尚可使用。普吕绍的日记提及：奥斯特于8月22日驾驶70马力的旧鸽式飞机试飞，但起飞不久便坠地，飞机严重受损返厂维修；8月27日再次试飞但遭遇了22日的同样状况，飞机损毁无法维修，奥斯特未受伤，只得作为技术人员调入汽车部队。而据传教士和士谦的日记，奥斯特曾于10月13日再次起飞失败。
1914年11月6日（驻青岛德军投降前夕），普吕绍成功驾机逃离青岛，而奥斯特战后被日军俘虏，押往熊本战俘营，同年12月转入大分战俘营，后转入习志野战俘营，其在青岛的工厂与别墅被日军没收。一战结束后，奥斯特于1919年12月被释放，1920年回到青岛与妻儿团聚，并选择继续在青岛作为工程师工作。奥斯特一家1920年后住在齐东路，1927年在信号山下的龙山路购地建房居住。
1926年，当时驻青岛的胶东镇守使毕庶澄聘用奥斯特为兵工厂工程师兼技术顾问，每月薪俸600墨西哥银元（实际有时只拿到100至300元甚至收不到钱），并要求奥斯特制造一架飞机。这架双翼机由德国卡斯帕工厂设计，使用230马力BMW发动机等德国设备，1927年4月开始制造，12月16日完成，12月25日由铁路运往济南。但由于奥斯特算错机器重量导致飞机超重无法飞行。后来北伐军逼近山东，这架飞机便从未被使用。
1933年7月19日，奥斯特逝世于青岛，其墓碑上刻有船锚和飞机螺旋桨的图案。其妻子1937年10月11日逝世于青岛，其子汉斯·奥斯特此后一直居住在龙山路直至1946年6月被遣返德国。